# 大泰韦尔
大泰韦尔，是匈牙利维斯普雷姆州所辖的一个村，总面积14.41平方公里，总人口518，人口密度35.9人/平方公里（2010年1月1日）。